# Estola m-flava
Estola m-flava là một loài bọ cánh cứng trong họ Cerambycidae.